# 淡水河橋
淡水河橋，位於臺灣臺北市大同區與新北市三重區，是國道一號中山高速公路跨越淡水河的橋樑，位於台北交流道與三重交流道之間，全長一千一百一十七公尺，兩旁是汐止五股高架橋。

## 工程歷史
- 1973年：澳洲萊頓土木工程公司承建中山高速公路淡水河預力混凝土橋，並於4月16日動工，與淡水河橋工程同時發包的是台北交流道[1]。
- 1976年：中山高速公路台北市重慶北路至三重路段，於10月10日下午二時開放通車[2]。